# Омфалоцеле
Омфалоцеле (від грец ὀμφαλóς — пупок і κήλη — грижа), грижа пупкового канатика, пуповинна грижа, ембріональна кила — вроджений дефект передньої черевної стінки, при якому петлі кишечника, печінка, а іноді і інші внутрішні органи виходять за межі черевної порожнини. Омфалоцеле обумовлене дефектом розвитку м'язів передньої черевної стінки. При цій патології від грижового мішка відходить пуповина, на відміну від гастрошизису, коли пуповина розміщена збоку.
Омфалоцеле зустрічається з частотою 1:4000-5000 пологів і часто поєднується з важкими вадами серця, нервової системи. Близько 15% живонароджених дітей мають хромосомні аномалії.

## Патофізіологія
У плоду під час ембріогенезу в нормі спостерігається фізіологічне омфалоцеле, коли відбувається переміщення внутрішніх органів назовні від передньої черевної стінки в пупковий канатик. Патологія виникає через відсутність зворотного втягування (до кінця 10 тижня вагітності) чи недостатнє зворотне втягування фізіологічного омфалоцеле. У грижовому мішку залишаються петлі кишечника, які викликають його подальше розширення.

## Діагностика
Омфалоцеле можна діагностувати при УЗД дослідженні. Як правило, рівень α-фетопротеїну підвищений. Після пологів вада розвитку очевидна.
Приблизно у чотирьох із десяти дітей з омфалоцеле присутні ще й інші вади розвитку наприклад серця, нирок, печінки, кишечника. Часто зустрічається омфалоцеле у дітей з синдромом Картанела, синдромом Патау (трисомія 13), синдромом Едварда (трисомія 18), синдромом Фрейзера, синдромом Беквіта-Відемана, трисомією 16, триплоїдією. Тому таких вагітних потрібно особливо ретельно обстежувати на УЗД, іноді виникає потреба провести амніоцентез.

## Морфологія
Розмір грижового мішка може бути різним (від тенісного м'ячика до величини гандбольного м'яча). Стінку грижового мішка становлять амніон і очеревина. Вміст грижового мішка складають обов'язково судини пуповини, вартонові драглі і непостійну частину становлять внутрішні органи (петлі кишечника, печінка, шлунок та ін.).

## Лікування
При виборі родорозрішення часто схиляються до кесарського розтину, оскільки це дозволяю зменшити ризик розриву омфалоцеле. Пологи мають проходити у лікарні, в якій є відділення дитячої інтенсивної терапії та дитячої хірургії.
Якщо не вдалося уникнути розриву грижового мішка, необхідно проводити негайне оперативне втручання. В інших випадках, в залежності від величини грижового мішка і інших обставин необхідно вирішувати подальшу тактику. Можливе відкладання первинної чи повторних операцій. Під час операції, по можливості, внутрішні органи вкладаються в черевну порожнину і живіт закривають. Якщо черевна порожнина є занадто маленькою, то її тимчасово закривають чужерідним матеріалом.
При радикальному оперативному втручанні у дітей з великим омфалоцеле може виникнути підвищення внутрішньочеревного тиску. Занадто сильне натяжіння черевної стінки веде до дихальних розладів, пов'язаних з високим стоянням діафрагми і порушення венозного припливу крові до серця через стиснення порожнистої вени.
Акушерська тактика визначається терміном виявлення вади, наявністю поєднаних аномалій і хромосомних порушень. При виявленні вади в ранні терміни вагітності її варто перервати. У разі діагностування супутніх аномалій, несумісних із життям, переривають вагітність у будь-якому терміні. Метод розродження залежить від життєздатності плода, оскільки в процесі пологів при великих омфалоцеле можуть статися розриви грижового мішка й інфікування внутрішніх органів плода.

## Прогноз
Прогноз залежить від розмірів омфалоцеле і супутніх патологій. Перинатальні втрати частіше пов'язані з вадами серця, хромосомною аберацією і недоношеністю. Незначний ефект усувають шляхом проведення одноетапної операції, при великому виконують багатоетапні операції з метою закриття отвору у передній черевній стінці силіконовою або тефлоновою мембраною.